# 66式152毫米加榴炮
PL66式152毫米加榴炮是中华人民共和国于1966年设计定型的重型加农榴弹炮，由苏制D-20榴弹炮改进而来，为目前解放军现役火炮。

## 服役历史
66式加榴炮于1969年开始列装中国人民解放军炮兵部队， 主要用于取代苏制Ｍ1938式122毫米、D20式152毫米榴弹炮和54式152毫米榴弹炮。该炮制造过程中参照D20榴弹炮的部分设计，使用60式榴弹炮的炮架，并根据解放军的使用环境做了大量改进，使该炮与59-1式加榴炮有60%的零件可以互相通用，易于保养维护。 在1979年中越战争中大量使用，凭借其优异的性能成为解放军前线炮兵重要的压制火力。
该炮采用分装式炮弹，配有杀伤爆破榴弹，发烟弹等弹药，使用卡车牵引。

### 改进型号
PL66式加榴炮列装后厂家根据部队反映的问题进行改进，改型命名为66-1式，与原版相比性能大幅提高，于1985年列装部队，是目前解放军炮兵部队主力装备。